# HRT F112
El HRT F112 fue un monoplaza con el cual compitió en la temporada 2012 de Fórmula 1 el equipo HRT. Fue pilotado por el español Pedro de la Rosa y el indio Narain Karthikeyan y se presentó el 5 de marzo en Montmeló.

## Presentación
HRT no participó de ninguna de las sesiones de prácticas programadas con el bólido de este año por falta de tiempo, por lo que las tan ansiadas primeras imágenes del F112 recién se pudieron apreciar en un ensayo privado el 5 de marzo. Antes de la presentación del monoplaza definitivo del equipo español, la escudería quería participar en los primeros test de pretemporada para hacer rodaje al equipo, completamente renovado. Por ello, en Jerez, Pedro de la Rosa condujo el F111 del año anterior, completamente blanco. Si bien la aparición del nuevo monoplaza se hizo esperar, ya era previsible un cambio en los colores de la carrocería, consecuente al cambio de logotipo del equipo, que ahora es de color dorado.
El motivo de que aún no haya sido desvelado el nuevo modelo es que los coches deben pasar pruebas de impacto antes incluso de su presentación y sus pruebas en pista. La primera fecha de presentación prevista era el 21 de febrero, fecha de inicio de las segundas sesiones de entrenamiento de pretemporada. Dado que el chasis no superó dos de las 16 pruebas a las que fue sometido, por un estrecho margen según portavoces de la escudería, impidiendo la realización del 17.º y último. Las pruebas que falló fueron las de choque fronto-lateral y la de vuelco; por ello el equipo tiene que subsanar errores en el morro y en la barra anti-vuelco. Debido a esto, el equipo ha de esperar hasta las terceras jornadas de pretemporada, en el Circuito de Cataluña entre el 1 y el 4 de marzo, para presentar el F112. De todas formas, el equipo afirmó no estar preocupado, ya que desde un tiempo atrás la mayoría del trabajo se centra en este objetivo; sin embargo esto implica cambiar los planes de fabricación, ya que hay que realizar nuevas piezas.
En los tres años que HRT cosecha participando del mundial de Fórmula 1, nunca ha podido llegar a tiempo con el nuevo monoplaza a los test de pretemporada (estrenando el F110 y F111 en el primer Gran Premio de la temporada, y el F112 en unas pruebas privadas días antes de la primera cita del calendario).

## Diseño
A falta de dos semanas para la fecha prevista de su presentación, el piloto Pedro de la Rosa desveló durante los primeros entrenamientos de pretemporada que el F112 tiene un morro escalonado, también conocido como pico de ornitorrinco, como la mayoría de los coches correspondientes al mismo año. Sin embargo, este no será tan pronunciado como en otros ejemplos. Se espera que sus prestaciones le permitan acercarse más al resto de rivales que el F111.
También se conoce desde la temporada anterior que equipará el tren trasero del Williams FW33, incluido el sistema KERS. Esto se debe a un acuerdo entre las dos escuderías, mediante el cual HRT se beneficia de la tecnología y los conocimientos aplicados a un coche de un equipo con más experiencia, pero con el que comparte el motor Cosworth; y Williams recibe un apoyo económico al vender productos y tecnologías que fueron diseñados para ser aplicados a vehículos de calle, pero que no han conseguido frutos. Se estima que este acuerdo haya costado alrededor de 5 millones de euros.

## Piloto probador
El día 13 de febrero del 2012, el equipo HRT hizo oficial la contratación del piloto español Dani Clos como tercer piloto de la escudería. Se prevé que acuda a todas las carreras, con el fin de que realice varias sesiones de entrenamientos en viernes. Vitantonio Liuzzi, sin un rol todavía determinado, completa la nómina de pilotos. Además Ma Qing Hua formara parte del programa de desarrollo de pilotos.

## Patrocinadores
El F112 comenzó su andadura con pocos patrocinadores, dejando amplios espacios en blanco para posibles espónsores venideros. Desde el comienzo se podían encontrar los logotipos de empresas como Grupo Tata y varias de sus filiales, de cuyo apoyo económico dependía el asiento de Karthikeyan; KH-7, Transportes Azkar, Panda Security y Yamimoto. Posteriormente irían llegando otros como Cristalbox, Ermestel, y Thesan Capital.

## Resultados
(Clave) (negrita indica pole position) (cursiva indica vuelta rápida)
| Año  | Motor                  | Neu. | N.º | Pilotos            | 1   | 2   | 3   | 4   | 5   | 6   | 7   | 8   | 9   | 10  | 11  | 12  | 13  | 14  | 15  | 16  | 17  | 18  | 19  | 20  | Puntos | Pos. |
| ---- | ---------------------- | ---- | --- | ------------------ | --- | --- | --- | --- | --- | --- | --- | --- | --- | --- | --- | --- | --- | --- | --- | --- | --- | --- | --- | --- | ------ | ---- |
| 2012 | Cosworth CA2012 2.4 V8 | P    |     |                    | AUS | MYS | CHN | BHR | ESP | MON | CAN | EUR | GBR | GER | HUN | BEL | ITA | SIN | JPN | RCO | IND | ABU | USA | BRA | 0      | 12.º |
| 2012 | Cosworth CA2012 2.4 V8 | P    | 22  | Pedro de la Rosa   | DNQ | 21  | 21  | 20  | 19  | Ret | Ret | 17  | 20  | 21  | 22  | 18  | 18  | 17  | 18  | Ret | Ret | 17  | 21  | 17  | 0      | 12.º |
| 2012 | Cosworth CA2012 2.4 V8 | P    | 23  | Narain Karthikeyan | DNQ | 22  | 22  | 21  | Ret | 15≠ | Ret | 18  | 21  | 23  | Ret | Ret | 19  | Ret | Ret | 20  | 21  | Ret | 22  | 18  | 0      | 12.º |

- ≠ El piloto no acabó el Gran Premio, pero se clasificó al completar el 90% de la distancia total.